# Борат (филм)
Вижте пояснителната страница за други значения на Борат.
„Борат: Културен обмен с Америка за напредък на великия братски казахстански народ“ (на английски: Borat: Cultural Learnings of America for Make Benefit Glorious Nation of Kazakhstan) е американска комедия от 2006, който показва живота на измисления казахстански репортер Борат Сагдиев (в ролята Саша Барън Коен) при посещението му в САЩ. Филмът постига голям успех почти навсякъде по света. В Русия не е показван по кината с цел да не обиди някои етнически групи.

## Сюжет
Внимание:  Текстът по-долу разкрива сюжета на произведението (или части от него)!
Репортерът Борат Сагдиев е изпратен в САЩ със заповед на казахстанското Министерство на информацията да заснеме документален филм за американското общество и култура. Родното село на Сагдиев с радост изпраща своя сънародник – все пак Борат отива в Америка. При това си пътуване Сагдиев е придружен от двама души – продуцента Азамат Багатов и любимото домашно пиле на Борат.
В Ню Йорк, Борат гледа по телевизията сериала „Спасители на плажа“ и веднага се влюбва в образа на Памела Андерсън. Сагдиев научава името на актрисата и адреса ѝ в Калифорния, но получава телеграма, че съпругата му Оксана е убита от мечка. Развълнуван, Борат решава да замине за Калифорния и да направи Памела новата си съпруга. Сагдиев и Багатов решават да не летят със самолет, тъй като според тях „евреите могат да повторят атаката от 11 септември“. Борат взема уроци по шофиране, неговият продуцент купува порутен камион за сладолед, и приятелите тръгват за далечна Калифорния.
По време на пътуването Борат продължава да записва сюжети и интервюта за документалния си филм. Сагдиев среща участници в гей прайд, феминистки, политиците Алън Кийс и Боб Бар, както и афроамерикански младежи. Борат дава и интервю за местен телевизионен канал, по време на което казва всякакви глупости вместо прогнозата за времето. По пътя Борат и Азамат спират в частен хотел, от който избягват с ужас, след като научават, че хотелът принадлежи на еврейско семейство. Във филма възгледите на казахите за евреите са за универсално зло, способно да се превъплъти във всякаква форма, така че Сагдиев и Багатов започват да хвърлят долари, за да се откупят от хлебарките, които според тях се еврейско превъплъщение. За да се защити допълнително от ужасните евреи, Борат се опитва да си купи пистолет, но безуспешно, тъй като само американски гражданин може да си купи оръжие и затова Сагдиев се сдобива с жива мечка.
Борат присъства на каубойско родео в Салем, където първо произнася вълнуваща реч, в която пожелава на президента Буш да убие всички иракски граждани, а след това пее измисления химн на Казахстан под музиката на американския (целият химн се състои от фразите „Казахстан е най-голямата държава“ и „Казахстан е основният производител на калий в света“). Местната публика слуша този химн, демонстрирайки крайно недоволство. Треньор по етикет кани Борат да присъства на частна вечеря в елитен клуб. По време на вечерята Сагдиев обижда други гости, когато пуска в къщата афроамериканската проститутка Лунел и я кани на масата. Веднага ги изхвърлят на улицата и те стават приятели. След това Борат посещава антикварен магазин, където несръчно разбива различни предмети, свързани с историята на Конфедерацията.
Обратно в хотела Борат открива, че Багатов мастурбира върху снимка на Памела Андерсън. Вбесеният Сагдиев разказва на Азамат за истинската причина за пътуването си до Калифорния и продуцента го напада. Напълно голи, Сагдиев и Багатов се гонят от стаята си във фоайето на хотела, в асансьора и след това в претъпканата бална зала. Азамат изоставя Борат, вземайки паспорта му, всички пари и мечката. Камионът на Борат свършва горивото и Сагдиев е принуден да пътува на стоп до Калифорния. Спътниците на Борат случайно му показват секс записа на Памела и съпруга ѝ Томи Лий, от който става ясно, че Андерсън не е девствена. С разбито сърце Сагдиев изгаря брошурата на „Спасители на плажа“ и обратния билет за Казахстан.
Скоро Борат се озовава на „петдесятна среща“, на която присъстват републиканецът Чип Пикеринг и председателят на Върховния съд на Мисисипи Джеймс У. Смит-младши. Пропит с християнска милост, Сагдиев прощава на Азамат и Памела. Заедно с членовете на църквата, Борат взема автобус до Лос Анджелис и среща Багатов, облечен като Оливър Харди, но Сагдиев го бърка с Адолф Хитлер. Приятелите се помиряват и Азамат казва на Борат къде да намери Памела Андерсън. Най-накрая Сагдиев среща Андерсън очи в очи на среща за автографи в Virgin Megastore. След като показва на Памела „традиционна сватбена чанта“, Борат преследва Андерсън в целия магазин, опитвайки се да я отвлече, докато пазачите не се намесват. Осъзнавайки, че Памела не иска да му бъде съпруга, Борат посещава новата си приятелка Лунел и те се връщат заедно в Казахстан.

## Актьорски състав
| Актьор          | Роля                                   |
| --------------- | -------------------------------------- |
| Саша Барън Коен | Борат Сагдиев – казахстански журналист |
| Кен Давитиан    | Азамат Багатов – продуцент на Борат    |
| Лунел Кембъл    | Лунел – афроамериканска проститутка    |
| Памела Андерсън | Себе си                                |
| Алън Кийс       | Себе си                                |
| Боб Бар         | Себе си                                |

## Интересни факти
- С изключение на Борат, Азамат, Люенел и Памела Андерсън никой от останалите персонажи не е изигран от актьор. Повечето сцени във филма са заснети без сценарий, въпреки че голата борба в хотела е нагласена. В повечето случаи участниците във филма не получават предупреждение за това в какво ще се снимат, а само формуляри, в които заявяват, че нямат намерение да съдят продуцентите на филма. Една от първите заснети сцени е скандалното родео през януари 2005.
- Барън Коен твърди, че повече от 400 часа материал е заснет за филма.
- Филмът е номиниран за наградата Златен глобус в категорията най-добра комедия, а Саша Барън Коен печели същата награда за най-добър актьор в комедия.[2]
- Пародията на Казахстан във филма няма почти никаква връзка с истинската държава, както уверяват продуцентите във финалните надписи. Сцените в родното село на Борат са заснети в циганското село Глод, Румъния. Името на съседа на Борат, Нурсултан Туякбай, е смесица между имената на казахския президент Нурсултан Назарбаев и политика от опозицията Жармахан Туякбай.
- Във филма не се говори на казахски. Съседите на Борат в Казахстан са изиграни от цигани, които нямали представа за характера на филма. Кирилицата, използвана във филма, е в руската форма, а не в казахската, въпреки че повечето думи (и специално географските имена) или са грешно написани, или нямат никакъв смисъл. Промоционалните материали са на псевдокирилица със заглавието, изобразено като „BORДT“. Саша Барън Коен говори на иврит във филма, докато Кен Давишън всъщност му отговаря на арменски. Те също използват няколко славянски фрази като например „ягшемаш“ (jak się masz) и „ченкуйе“ (dziękuję), които на полски означават „Как сте?“ и „Благодаря“. Борат казва „тише“ на кравата си, което означава „тихо“ на руски.
- Филмът е продуциран от Four By Two Productions, компанията на Барън Коен. „Four By Two“ („четири по две“) е кокни сленг за „Jew“ („евреин“).
- Повечето сцени от филма са снимани без разрешението на показаните хора, а истинските актьори в целия филм са не повече от пет. Жителите на румънското село Глод, в което е снимано началото на филма, са заплашили главния актьор Саша Барън Коен със съд, заради лошата светлина, в която ги е представил филмът. Според тях Коен им е казал, че ще участват в документален филм.[3]
- Според една от феминистките, с които Борат е интервюирал, тя първоначално е решила, че участва в снимките на документален филм за тежкото положение на жените. След излизането на филма феминистката иска да съди Коен, но има една формалност. Предвидливият Саша е подписал договор за 450 долара с всяка от феминистките преди снимките, който включва отказ от искове за обиди.
- Мустаците и косата на Борат са истински. Саша Барън Коен ги отглежда специално за снимките на филма.
- Руски лекар става прототип на Борат Сагдиев. А самият Борат (заедно с рапъра Али Джи и австрийския хомосексуалист Бруно) е измислен през 2000 г. – всички тези герои стават пълноправни участници в шоуто на Саша Барон Коен по MTV.
- Според Саша Барън Коен сценичният костюм на Борат никога не е чистен или пран по време на снимките.
- Филмът трябвало да бъде режисиран от Тод Филипс, но Тод напуска проекта поради творчески различия между него и Коен.
- Прессекретарят на Министерството на външните работи на Казахстан, Ержан Ашикбаев, осъжда поведението на Коен като водещ на церемонията за наградите MTV Europe Music Awards в Лисабон. Ашикбаев предполага, че Коен действа по „нечия политическа заповед“ за оскверняване на Казахстан и каза, че правителството „си запазва правото да предприеме всякакви правни действия за предотвратяване на нови лудории от този вид“. На свой ред Саша Барън Коен отговаря от името на Борат във видеосъобщение, публикувано на уебсайта му, като нарича Ашикбаев по име: „Бих искал да заявя, че нямам нищо общо с г-н Коен и напълно подкрепям решението на моето правителство да заведе дело срещу този евреин. След реформите от 2003 г. Казахстан се превърна в толкова цивилизована държава, колкото всяка друга държава в света. Сега жените могат да се возят в автобус, хомосексуалистите вече не трябва да носят сини шапки, а възрастта за встъпване в брак е увеличена до осем години.“
- Големите фенове на „Борат“ – Джони Деп, Джордж Клуни и Стив Мартин – пожелават от Саша Барън Коен малки роли в този филм, но той отказва.
- Мнозина, които неволно са участвали във филма, заплашват че ще съдят Коен, но всъщност го правят само тримата студенти, които качват „Борат“ в колата си и му показват домашното порно на Памела Андерсън и съпруга ѝ Томи Лий. Те завеждат дело срещу Коен след излизането на филма, но го  губят.
- Саундтракът на филма „Борат“ включва една от песните на македонската певица от цигански произход Есма Реджепова.
- През 2012 г. в Кувейт на международен турнир по стрелба, организаторите объркват химна на Казахстан с химна, звучащ във филма. По-късно организаторите на състезанието пишат извинително писмо, обяснявайки, че компанията, организираща състезанието, погрешно е изтеглила по интернет мелодията от филма.

## Награди

### Златен глобус
- Номинация: Най-добра комедия
- Спечелена: Най-добър актьор в комедия

### Los Angeles Film Critics Association
- Спечелена: Най-добър актьор (Саша Барън Коен)